# Claviger oertzeni
Claviger oertzeni – chrząszcz z rodziny kusakowatych, podrodziny Pselaphinae.

## Występowanie
Występuje endemicznie na Krecie.